# Championnat d'Europe de football juniors 1948
Navigation
Euro 1949
Le Tournoi international des Juniors 1948 est la première édition du tournoi international junior de football devenu par la suite le Championnat d'Europe de football des moins de 19 ans. Organisé par la FIFA, il réunit huit participants et se tient en Angleterre du 15 au 17 avril 1948.
L'Angleterre remporte le titre en s'imposant sur le score de trois buts à deux sur les Pays-Bas

## Équipes participantes
- Angleterre, pays organisateur
- Autriche
- Belgique
- Irlande
- Irlande du Nord
- Italie
- Pays-Bas
- Pays de Galles

## Stades
Tous les matchs se déroulent à Londres :
- Loftus Road (Queens Park Rangers)
- White Hart Lane (Tottenham Hotspur)
- Vicarage Road Stadium (Watford FC)
- Boleyn Ground (West Ham United)
- Selhurst Park (Crystal Palace)

## La compétition

### Quarts de finale
| Date     | Lieu                  | Équipe 1   | Résultat | Équipe 2        |
| -------- | --------------------- | ---------- | -------- | --------------- |
| 15 avril | Loftus Road           | Angleterre | 4-0      | Pays de Galles  |
| 15 avril | Selhurst Park         | Belgique   | 8-1      | Irlande du Nord |
| 15 avril | Vicarage Road Stadium | Pays-Bas   | 2-0      | Irlande         |
| 15 avril | Boleyn Ground         | Italie     | 2-0      | Autriche        |

### Demi-finales
| Date     | Lieu          | Équipe 1   | Résultat | Équipe 2 |
| -------- | ------------- | ---------- | -------- | -------- |
| 16 avril | Boleyn Ground | Angleterre | 3-1      | Belgique |
| 16 avril | Loftus Road   | Pays-Bas   | 2-1      | Italie   |

### Match pour la troisième place
| Date     | Lieu            | Équipe 1 | Résultat | Équipe 2 |
| -------- | --------------- | -------- | -------- | -------- |
| 17 avril | White Hart Lane | Belgique | 3-1      | Italie   |

### Finale
| Date     | Lieu            | Équipe 1   | Résultat | Équipe 2 |
| -------- | --------------- | ---------- | -------- | -------- |
| 17 avril | White Hart Lane | Angleterre | 3-2      | Pays-Bas |

### Matchs de classement des places 5 à 8

#### Demi-finales des perdants
| Date     | Lieu                  | Équipe 1        | Résultat | Équipe 2       |
| -------- | --------------------- | --------------- | -------- | -------------- |
| 16 avril | Selhurst Park         | Irlande         | 1-0      | Autriche       |
| 16 avril | Vicarage Road Stadium | Irlande du Nord | 4-1      | Pays de Galles |

#### Match pour la cinquième place
| Date     | Lieu            | Équipe 1 | Résultat | Équipe 2        |
| -------- | --------------- | -------- | -------- | --------------- |
| 17 avril | White Hart Lane | Irlande  | 3-2      | Irlande du Nord |